# ファイブ・ガールズ 呪われた制服
『ファイブ・ガールズ 呪われた制服』（英語: 5ive Girls）は、2006年に制作されたカナダのホラー映画。日本では劇場未公開。

## キャスト
| 役名         | 俳優                           | 日本語吹替 |
| ------------ | ------------------------------ | ---------- |
| アレックス   | ジェニファー・ミラー           |            |
| ドレイク神父 | ロン・パールマン               | 仲野裕     |
| マーラ       | ジョーダン・マドリー           | 皆川純子   |
| セシリア     | テラ・ヴァネッサ               | 加納千秋   |
| リア         | バーバラ・ママボロ             |            |
| コニー       | ターシャ・メイ・カリー         |            |
| ピアース校長 | エイミー・ラロンド             | 本田貴子   |
| エリザベス   | クリスタ・カーター             |            |
| ヴァージル   | ジェームズ・キドニー           |            |
| ギャリソン   | リチャード・アラン・キャンベル |            |